# Karri McMahon
Karri McMahon (Townsville, 27 de febrero de 1992) es una exjugadora australiana de hockey sobre césped.

## Trayectoria
McMahon debutó con la selección australiana en 2012. En 2014 llegó a la final del Mundial de La Haya, pero perdió en la final ante Países Bajos. En el Champions Trophy de Mendoza, avanzó hasta la final, pero perdió por penales ante Argentina. En 2018 fue subcampeona del Champions Trophy de Changzhou, pero perdió contra Países Bajos. Participó con su selección en los Juegos Olímpicos de Río 2016.